# Jan Letzel

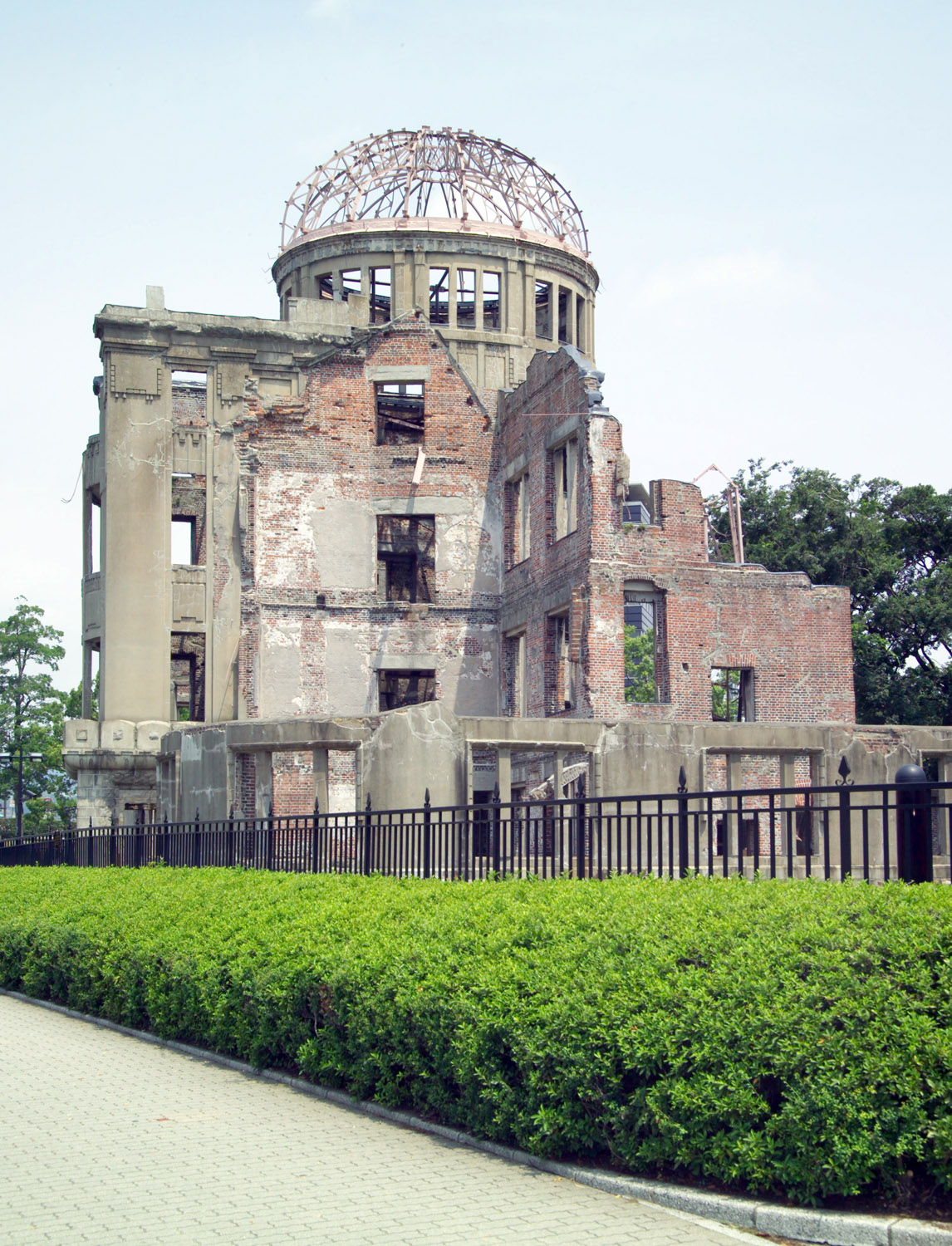
Dôme de Genbaku

Jan Letzel, né le 9 avril 1880 à Náchod et mort le 26 décembre 1925 à Prague, est un architecte tchèque.

## Biographie
Fils d'hôtelier, il étudie dans une école d'art à Prague sous la direction de Jan Kotěra, le fondateur de l'art moderne en Tchécoslovaquie. Letzel est diplômé en 1904 et en 1907, après un séjour en Égypte, part au Japon et trouve un emploi à Tokyo.
Durant ses dix ans passés au Japon, Letzel crée plus de quinze résidences et bâtiments officiels : le dôme de Genbaku syncrétisme du néo-baroque et de l'Art déco est achevé en 1916, dans une ville d'Hiroshima à majorité construite en bois. Le dôme devient, par son style purement européen et sa réalisation en cuivre unique à l'époque, un des paysages les plus marquants d'Hiroshima. Mais il ne devient mondialement célèbre qu'avec la destruction de la ville d'Hiroshima en 1945 dont il réchappe. Il est conservé sous son état de ruine en tant que monument pour la paix. 
Letzel ne vit jamais son œuvre devenir un mémorial pour la paix. Il quitte le Japon en 1923 après le tremblement de terre de Kanto de 1923 et retourne en Tchécoslovaquie. Il meurt à l'âge de 45 ans de maladie.

## Hommage
L'astéroïde (6266) Letzel a été nommé en son honneur.